# 콜린 세로

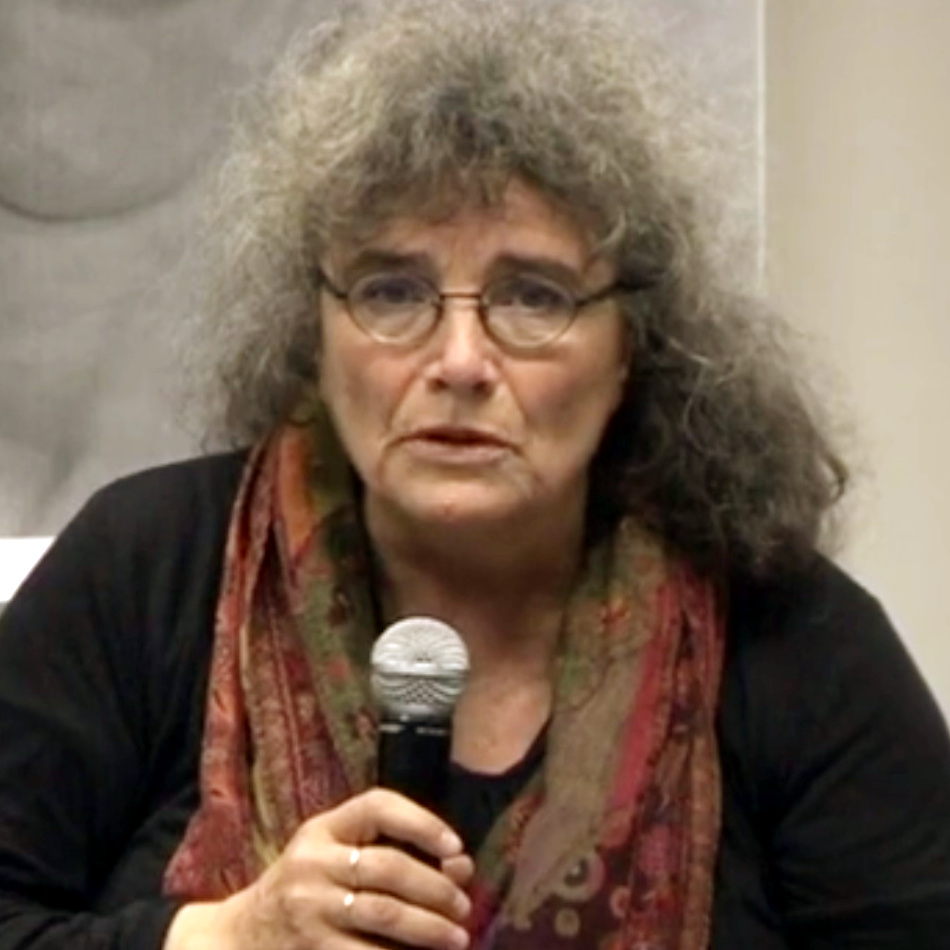

콜린 세로(Coline Serreau, 1947년 10월 29일 ~ )는 프랑스의 각본가, 작곡가, 연극 배우, 영화배우, 영화 감독이다.
파리에서 태어났다.

## 영화
- 싱크 글로벌, 액트 루럴 (2010년)
- 산띠아고... 우리들의 메카로 가는 길 (2005년)
- 세 남자와 아기 바구니 - 18년 후 (2003년)
- 카오스 (2001년)
- 뷰티풀 그린 (1996년)
- 위기 (1992년)
- 로말드와 줄리엣 (1989년)
- 뉴욕세남자와아기 (1987년)
- 세 남자와 아기 바구니 (1985년)
- 죽음의 4중주 (1975년)